# Notiospathius sculpturatus
Notiospathius sculpturatus är en stekelart som först beskrevs av Günther Enderlein 1912.  Notiospathius sculpturatus ingår i släktet Notiospathius och familjen bracksteklar. Inga underarter finns listade i Catalogue of Life.